# اوتوان
اوتوان (به ارمنی: Օթևան) روستایی است در ارمنستان که در استان آراگاتسوتن واقع شده‌است. اوتوان در ۴۰ کیلومتری شمالغرب آشتاراک، مرکز استان آراگاتسوتن واقع شده‌است.

## خصوصیات
اوتوان ۱۸۲ نفر جمعیت دارد و در ۱۸۰۰ ارتفاع متر بالاتر از سطح دریا قرار گرفته‌است.
| سال   | ۱۸۳۱ | ۱۸۹۷ | ۱۹۲۶ | ۱۹۳۹ | ۱۹۵۹ | ۱۹۷۰ | ۱۹۷۹ | ۲۰۰۱ | ۲۰۰۴ |
| ----- | ---- | ---- | ---- | ---- | ---- | ---- | ---- | ---- | ---- |
| جمعیت | ۱۲   | ۴۰۴  | ۲۳۷  | ۳۸۳  | ۱۷۷  | ۲۲۱  | ۱۹۰  | ۱۸۲  | ۲۸۱  |